# Linia kolejowa Neubrandenburg – Friedland
Linia kolejowa Neubrandenburg – Friedland – lokalna, jednotorowa i niezelektryfikowana linia kolejowa biegnąca przez teren kraju związkowego Meklemburgia-Pomorze Przednie, w północnych Niemczech. Łączy Neubrandenburg z miejscowością Friedland. Linia została otwarta w 1884. Ruch pasażerski został zawieszony w 1995.